# 이니트 사 마그다마그
《이니트 사 마그다마그》(타갈로그어: Init sa Magdamag)는 2021년 방영된 필리핀의 드라마이다. 카파밀야 채널에서 방송하는 필리핀 로맨틱 멜로드라마 TV 시리즈이다. 레이먼드 B. 오캄포, 이안 D. 로레뇨스가 감독을 맡았으며 제럴드 앤더슨, 얌 콘셉시온, JM 드 구즈만이 출연했다. 이 시리즈는 2021년 4월 19일부터 9월 10일까지 월요일부터 금요일 오후 9시 20분에 네트워크의 프라임타임 비다(Primetime Bida) 저녁 블록, A2Z, TV5 및 더 필리피노 채널을 통해 전 세계적으로 초연되었으며 왈랑 항강 파알람을 대체하고 메리 미, 메리 유로 대체되었다.

## 같이 보기
- ABS-CBN의 텔레비전 드라마 목록